# Vincenzo Rossello
Vincenzo Rossello (Stella San Bernardo, Ligúria, 16 de febrer de 1923 - Alessandria, 20 de gener de 1989) va ser un ciclista italià que fou professional entre 1946 i 1958. Durant aquests anys aconseguí sis victòries, destacant dues etapes al Tour de França i dues al Giro d'Itàlia.
El seu germà Vittorio també fou ciclista professional entre 1946 i 1957.

## Palmarès
- 1948
  - Vencedor d'una etapa al Tour de França
  - Vencedor d'una etapa al Giro d'Itàlia
- 1949
  - Vencedor d'una etapa al Tour de França
  - Vencedor d'una etapa al Giro d'Itàlia
- 1953
  - 1r del Circuit de Maggiora
- 1955
  - Vencedor d'una etapa del Gran Premi Ciclomotorístic

## Resultats al Giro d'Itàlia
- 1946. Abandona
- 1947. Abandona
- 1948. 18è de la classificació general i vencedor d'una etapa
- 1949. 18è de la classificació general i vencedor d'una etapa
- 1950. 24è de la classificació general
- 1951. 9è de la classificació general
- 1952. 20è de la classificació general
- 1953. 10è de la classificació general
- 1954. 40è de la classificació general
- 1955. 41è de la classificació general
- 1956. Abandona
- 1957. 32è de la classificació general

## Resultats al Tour de França
- 1947. Abandona (17a etapa)
- 1948. Abandona (7a etapa). Vencedor d'una etapa
- 1949. 36è de la classificació general i vencedor d'una etapa
- 1953. 22è de la classificació general